# 1206.
◄ | 12. stoljeće | 13. stoljeće | 14. stoljeće | ►
◄ | 1170-ih | 1180-ih | 1190-ih | 1200-ih | 1210-ih | 1220-ih | 1230-ih | ►
◄◄ | ◄ | 1203. | 1204. | 1205. | 1206. | 1207. | 1208. | 1209. | ► | ►►
Arhitektura • Astronomija • Glazba • Knjige • Književnost • Kršćanstvo • Medicina • Pravo • Promet • Znanost

## Događaji
- Službeno proglašeno Nicejsko Carstvo (osnovano dvije godine prije)
- Prodan postao ninski biskup
- Bertold VII. Andechs-Meranski (kasniji hrvatski ban) postao kaločki nadbiskup
- Džingis-kan osnovao Mongolsko Carstvo
- Uspostavljen Delhijski Sultanat
- Rjurik postao kijevski veliki knez
- Leško I. Mudri postao seniorski vojvoda Poljske
- Dresden postaje privremenim sjedištem grofa

## Rođenja
- Bela IV., hrvatsko-ugarski kralj ( †1270.)
- Sveti Albert Veliki (druga moguća godina rođenja je 1196.) ( †1280.)

## Vanjske poveznice
|  | Zajednički poslužitelj ima još gradiva o temi 1206. |